# 丈八佛
丈八佛，位于山东省滨州市博兴县寨郝乡寨高村兴国寺故址，是中华人民共和国全国重点文物保护单位之一。
1992年6月12日，公布为山东省文物保护单位，2013年5月公布为全国重点文物保护单位，是一座石窟寺及石刻。